# Fréhel (Costes del Nord)
 Fréhel (en bretó Frehel, gal·ló Fèrhaèu) és un municipi francès, situat a la regió de Bretanya, al departament de Costes del Nord. L'any 1999 tenia 2.047 habitants.

## Demografia
| 1962                                       | 1968  | 1975  | 1982  | 1990  | 1999  |
| ------------------------------------------ | ----- | ----- | ----- | ----- | ----- |
| 2.204                                      | 2.275 | 2.116 | 2.134 | 1.995 | 2.047 |
| Des de 1962: població sense dobles comptes |       |       |       |       |       |

## Administració
| Període | Identitat     | Partit |
| ------- | ------------- | ------ |
| 2001-   | Annie Hourdin | UDF    |